# ウォルター・アルバレス
ウォルター・アルバレス（Walter Alvarez、1940年10月3日 - ）は、アメリカ合衆国の地質学者。現在はカリフォルニア大学バークレー校にて、地球および惑星科学の教授を務めている。
父親は、ノーベル物理学賞を受賞したルイス・ウォルター・アルヴァレズ。
父親とともにK-T境界におけるイリジウムの過剰濃集の発見と、隕石の衝突による大量絶滅のシナリオを発表したことで知られる。

## 経歴
カリフォルニア州バークレーに生まれた。1962年にミネソタ州カールトン・カレッジで地質学の学位を修得、1967年にはプリンストン大学で博士号を修得した。
祖父のウォルター・C・アルバレスは高名な医師であり、曾祖父のルイス・F・アルバレスは、ハワイにおいてハンセン病の診断法の普及に尽力した人物として知られていた。また、大叔母のメーベル・アルバレスもカリフォルニア州では著名な画家として知られていた。
American Overseas Petroleum 社の下、オランダやムアンマル・アル＝カッザーフィーによる革命によりアメリカ人が追放される前のリビアで石油地質技師として働いているうちに、地質考古学に興味を持ったことから、職を辞し、イタリアに渡って古代ローマ期における火山活動が人口分布に与えた影響について研究を行った。
1971年にコロンビア大学のラモント・ドハティ地球研究所に移ってからは、当時新しい理論であったプレートテクトニクスの知見に基づいて地中海におけるテクトニクスの研究を始めた。彼は、イタリアの古地磁気研究から始め、深海底で形成された石灰岩に保存された古地磁気反転の記録の研究に至った。彼らの行った研究成果によって過去1億年間の地磁気年代の同定が可能になった。
アルバレスとその父親ルイス・W・アルバレス（および共同研究者のフランク・アサロとヘレン・マイケル）の最も広く知られた業績は、白亜紀と第三紀の境界（K-T境界）に位置する粘土層から極めて高い濃度のイリジウムを検出したことである。イリジウムは、小惑星には普遍に含まれるものであるが、地表においては極めて少ない。濃集したイリジウムは、大きめの小惑星が地球に衝突したことによってもたらされ、かつ、それが白亜紀－第三紀における大量絶滅の原因となったのではないか、とアルバレス等は考えたのである。
このイリジウムの濃集層は、その後世界各地で発見された。さらに、チクシュルーブ・クレーターが発見され、これは今では衝突事件があった証拠と見なされている。その結果、科学者の大半が約6,500万年前に起こった白亜紀－第三紀境界における大量絶滅（恐竜を含む85％の種が絶滅した）の主な原因として、衝突説を認めている。
大量絶滅と衝突説の他にも、アルバレスは、地中海のテクトニクス、ローマ期における地質学及び考古学および磁気層位学的な相関性の確立に寄与している。1997年ディクソン賞科学部門受賞。